# Giro d'Italia 1993
Il Giro d'Italia 1993, settantaseiesima edizione della "Corsa Rosa", si svolse in ventuno tappe dal 23 maggio al 13 giugno 1993, per un percorso totale di 3 702 km. La vittoria andò allo spagnolo Miguel Indurain, che completò il percorso in 98h09'44", alla media di 37,712 Km/h, davanti al lettone Pëtr Ugrjumov e all'italiano Claudio Chiappucci. 
Secondo successo consecutivo per Indurain, che dovette però stringere i denti per resistere ai violenti attacchi di Ugrjumov sulla salita del Santuario di Oropa.
Per la prima volta il Giro fu trasmesso dalle reti Fininvest (Italia 1). Le telecronache furono affidate a Davide De Zan (figlio di Adriano), con il commento tecnico a Giuseppe Saronni.

## Tappe
| Tappa  | Data      | Percorso                                        | km    | Vincitore di tappa | Leader cl. generale |
| ------ | --------- | ----------------------------------------------- | ----- | ------------------ | ------------------- |
| 1ª-1ª  | 23 maggio | Porto Azzurro > Portoferraio                    | 85    | Moreno Argentin    | Moreno Argentin     |
| 1ª-2ª  | 23 maggio | Portoferraio > Portoferraio (cron. individuale) | 9     | Maurizio Fondriest | Moreno Argentin     |
| 2ª     | 24 maggio | Grosseto > Rieti                                | 224   | Adriano Baffi      | Moreno Argentin     |
| 3ª     | 25 maggio | Rieti > Scanno                                  | 153   | Pëtr Ugrjumov      | Moreno Argentin     |
| 4ª     | 26 maggio | Lago di Scanno > Marcianise                     | 179   | Fabio Baldato      | Moreno Argentin     |
| 5ª     | 27 maggio | Paestum > Terme Luigiane                        | 210   | Dmitrij Konyšev    | Moreno Argentin     |
| 6ª     | 28 maggio | Villafranca Tirrena > Messina                   | 130   | Guido Bontempi     | Moreno Argentin     |
| 7ª     | 29 maggio | Capo d'Orlando > Agrigento                      | 240   | Bjarne Riis        | Moreno Argentin     |
| 8ª     | 30 maggio | Agrigento > Palermo                             | 140   | Adriano Baffi      | Moreno Argentin     |
|        | 31 maggio | giorno di riposo                                |       |                    |                     |
| 9ª     | 1º giugno | Montelibretti > Fabriano                        | 216   | Giorgio Furlan     | Moreno Argentin     |
| 10ª    | 2 giugno  | Senigallia > Senigallia (cron. individuale)     | 28    | Miguel Indurain    | Miguel Indurain     |
| 11ª    | 3 giugno  | Senigallia > Dozza                              | 184   | Fabiano Fontanelli | Bruno Leali         |
| 12ª    | 4 giugno  | Dozza > Asiago                                  | 239   | Dmitrij Konyšev    | Bruno Leali         |
| 13ª    | 5 giugno  | Asiago > Corvara in Badia                       | 220   | Moreno Argentin    | Bruno Leali         |
| 14ª    | 6 giugno  | Corvara in Badia > Corvara in Badia             | 245   | Claudio Chiappucci | Miguel Indurain     |
| 15ª    | 7 giugno  | Corvara in Badia > Lumezzane                    | 263   | Davide Cassani     | Miguel Indurain     |
| 16ª    | 8 giugno  | Lumezzane > Borgo Val di Taro                   | 181   | Fabio Baldato      | Miguel Indurain     |
| 17ª    | 9 giugno  | Varazze > Chianale                              | 223   | Marco Saligari     | Miguel Indurain     |
| 18ª    | 10 giugno | Sampeyre > Fossano                              | 150   | Adriano Baffi      | Miguel Indurain     |
| 19ª    | 11 giugno | Pinerolo > Sestriere (cron. individuale)        | 55    | Miguel Indurain    | Miguel Indurain     |
| 20ª    | 12 giugno | Torino > Santuario di Oropa                     | 162   | Massimo Ghirotto   | Miguel Indurain     |
| 21ª    | 13 giugno | Biella > Milano                                 | 166   | Fabio Baldato      | Miguel Indurain     |
| Totale | Totale    | Totale                                          | 3 702 |                    |                     |

## Squadre e corridori partecipanti
| N.    | Cod. | Squadra                     |
| ----- | ---- | --------------------------- |
| 1-9   | BAN  | Banesto                     |
| 11-19 | AMO  | Amore & Vita-Galatron       |
| 21-29 | ART  | Artiach-Filipinos-Chiquilin |
| 31-39 | CAR  | Carrera-Tassoni             |
| 41-49 | CAS  | Castorama                   |
| 51-59 | ARI  | Ceramiche Ariostea          |
| 61-69 | ELD  | Mapei-Viner                 |
| 71-79 | LOS  | Festina-Lotus               |
| 81-89 | GAN  | Gan                         |
| 91-99 | GAT  | Gatorade-Bianchi            |

| N.      | Cod. | Squadra                    |
| ------- | ---- | -------------------------- |
| 101-109 | JOL  | Jolly Componibili-Club 88  |
| 111-119 | KEL  | Kelme-Xacobeo              |
| 121-129 | LAM  | Lampre-Polti               |
| 131-139 | MEC  | Mecair-Ballan              |
| 141-149 | MER  | Mercatone Uno-Medeghini    |
| 151-159 | GBM  | MG Boys Maglificio-Bianchi |
| 161-169 | MOT  | Motorola-Magniflex         |
| 171-179 | NAV  | Navigare-Blue Storm        |
| 181-189 | TEL  | Telekom-Merckx             |
| 191-199 | ZGM  | ZG Mobili-Bottecchia       |

## Evoluzione delle classifiche
| Tappa              | Vincitore          | Classifica generale Maglia rosa | Classifica a punti Maglia ciclamino | Classifica scalatori Maglia verde | Classifica miglior giovane Maglia bianca | Classifica intergiro Maglia azzurra | Classifica a squadre |
| ------------------ | ------------------ | ------------------------------- | ----------------------------------- | --------------------------------- | ---------------------------------------- | ----------------------------------- | -------------------- |
| 1ª-1ª              | Moreno Argentin    | Moreno Argentin                 | Moreno Argentin                     | non assegnata                     | Francesco Casagrande                     | non assegnata                       | Mecair-Ballan        |
| 1ª-2ª              | Maurizio Fondriest | Moreno Argentin                 | Moreno Argentin                     | non assegnata                     | Eddy Seigneur                            | non assegnata                       | Mecair-Ballan        |
| 2ª                 | Adriano Baffi      | Moreno Argentin                 | Marco Saligari                      | Francesco Casagrande              | Francesco Casagrande                     | non assegnata                       | Mecair-Ballan        |
| 3ª                 | Pëtr Ugrjumov      | Moreno Argentin                 | Marco Saligari                      | Francesco Casagrande              | Francesco Casagrande                     | Stefano Colagè                      | Mecair-Ballan        |
| 4ª                 | Fabio Baldato      | Moreno Argentin                 | Marco Saligari                      | Francesco Casagrande              | Francesco Casagrande                     | Stefano Colagè                      | Mecair-Ballan        |
| 5ª                 | Dmitrij Konyšev    | Moreno Argentin                 | Marco Saligari                      | Francesco Casagrande              | Francesco Casagrande                     | Ján Svorada                         | Carrera-Tassoni      |
| 6ª                 | Guido Bontempi     | Moreno Argentin                 | Adriano Baffi                       | Francesco Casagrande              | Francesco Casagrande                     | Ján Svorada                         | Carrera-Tassoni      |
| 7ª                 | Bjarne Riis        | Moreno Argentin                 | Adriano Baffi                       | Francesco Casagrande              | Francesco Casagrande                     | Ján Svorada                         | Ceramiche Ariostea   |
| 8ª                 | Adriano Baffi      | Moreno Argentin                 | Adriano Baffi                       | Mariano Piccoli                   | Francesco Casagrande                     | Stefano Colagè                      | Ceramiche Ariostea   |
| 9ª                 | Giorgio Furlan     | Moreno Argentin                 | Adriano Baffi                       | Mariano Piccoli                   | Francesco Casagrande                     | Stefano Colagè                      | Ceramiche Ariostea   |
| 10ª                | Miguel Indurain    | Miguel Indurain                 | Adriano Baffi                       | Mariano Piccoli                   | Francesco Casagrande                     | Stefano Colagè                      | Mecair-Ballan        |
| 11ª                | Fabiano Fontanelli | Bruno Leali                     | Adriano Baffi                       | Mariano Piccoli                   | Francesco Casagrande                     | Stefano Colagè                      | Lampre-Polti         |
| 12ª                | Dmitrij Konyšev    | Bruno Leali                     | Adriano Baffi                       | Mariano Piccoli                   | Pavel Tonkov                             | Stefano Colagè                      | Lampre-Polti         |
| 13ª                | Moreno Argentin    | Bruno Leali                     | Adriano Baffi                       | Mariano Piccoli                   | Pavel Tonkov                             | Ján Svorada                         | Lampre-Polti         |
| 14ª                | Claudio Chiappucci | Miguel Indurain                 | Adriano Baffi                       | Claudio Chiappucci                | Pavel Tonkov                             | Stefano Colagè                      | Carrera-Tassoni      |
| 15ª                | Davide Cassani     | Miguel Indurain                 | Adriano Baffi                       | Mariano Piccoli                   | Pavel Tonkov                             | Stefano Colagè                      | Carrera-Tassoni      |
| 16ª                | Fabio Baldato      | Miguel Indurain                 | Maurizio Fondriest                  | Mariano Piccoli                   | Pavel Tonkov                             | Stefano Colagè                      | Carrera-Tassoni      |
| 17ª                | Marco Saligari     | Miguel Indurain                 | Maurizio Fondriest                  | Mariano Piccoli                   | Pavel Tonkov                             | Ján Svorada                         | Carrera-Tassoni      |
| 18ª                | Adriano Baffi      | Miguel Indurain                 | Adriano Baffi                       | Claudio Chiappucci                | Pavel Tonkov                             | Ján Svorada                         | Lampre-Polti         |
| 19ª                | Miguel Indurain    | Miguel Indurain                 | Adriano Baffi                       | Claudio Chiappucci                | Pavel Tonkov                             | Ján Svorada                         | Lampre-Polti         |
| 20ª                | Massimo Ghirotto   | Miguel Indurain                 | Adriano Baffi                       | Claudio Chiappucci                | Pavel Tonkov                             | Ján Svorada                         | Lampre-Polti         |
| 21ª                | Fabio Baldato      | Miguel Indurain                 | Adriano Baffi                       | Claudio Chiappucci                | Pavel Tonkov                             | Ján Svorada                         | Lampre-Polti         |
| Classifiche finali | Classifiche finali | Miguel Indurain                 | Adriano Baffi                       | Claudio Chiappucci                | Pavel Tonkov                             | Ján Svorada                         | Lampre-Polti         |

## Classifiche finali

### Classifica generale - Maglia rosa
| Pos. | Corridore          | Squadra       | Tempo     |
| ---- | ------------------ | ------------- | --------- |
| 1    | Miguel Indurain    | Banesto       | 98h09'44" |
| 2    | Pëtr Ugrjumov      | Mecair        | a 58"     |
| 3    | Claudio Chiappucci | Carrera       | a 5'27"   |
| 4    | Massimiliano Lelli | Ariostea      | a 6'09"   |
| 5    | Pavel Tonkov       | Lampre-Polti  | a 7'11"   |
| 6    | Moreno Argentin    | Mecair        | a 9'12"   |
| 7    | Volodymyr Pulnikov | Carrera       | a 11'30"  |
| 8    | Maurizio Fondriest | Lampre-Polti  | a 12'53"  |
| 9    | Stephen Roche      | Carrera       | a 13'31"  |
| 10   | Zenon Jaskuła      | MG Maglificio | a 13'41"  |

### Classifica a punti - Maglia ciclamino
| Pos. | Corridore          | Squadra       | Punti |
| ---- | ------------------ | ------------- | ----- |
| 1    | Adriano Baffi      | Mercat. Uno   | 228   |
| 2    | Maurizio Fondriest | Lampre-Polti  | 187   |
| 3    | Miguel Indurain    | Banesto       | 167   |
| 4    | Fabio Baldato      | MG Maglificio | 164   |
| 5    | Moreno Argentin    | Mecair        | 141   |

### Classifica scalatori - Maglia verde
| Pos. | Corridore          | Squadra      | Punti |
| ---- | ------------------ | ------------ | ----- |
| 1    | Claudio Chiappucci | Carrera      | 42    |
| 2    | Mariano Piccoli    | Mercat. Uno  | 40    |
| 3    | Miguel Indurain    | Banesto      | 33    |
| 3    | Maurizio Fondriest | Lampre-Polti | 33    |
| 5    | Pëtr Ugrjumov      | Mecair       | 32    |

### Classifica giovani - Maglia bianca
| Pos. | Corridore            | Squadra      | Tempo      |
| ---- | -------------------- | ------------ | ---------- |
| 1    | Pavel Tonkov         | Lampre-Polti | 98h16'55"  |
| 2    | Wladimir Belli       | Lampre-Polti | a 11'35"   |
| 3    | Francesco Casagrande | Mercat. Uno  | a 1h07'38" |
| 4    | Kai Hundertmarck     | Motorola     | a 1h15'15" |
| 5    | Vladislav Bobrik     | Mecair       | a 1h43'22" |

### Classifica intergiro - Maglia azzurra
| Pos. | Corridore       | Squadra      | Tempo     |
| ---- | --------------- | ------------ | --------- |
| 1    | Ján Svorada     | Lampre-Polti | 53h10'33" |
| 2    | Stefano Colagè  | ZG Mobili    | a 40"     |
| 3    | Miguel Indurain | Banesto      | a 41"     |
| 4    | Adriano Baffi   | Mercat. Uno  | a 1'10"   |
| 5    | Pëtr Ugrjumov   | Mecair       | a 1'42"   |

### Classifica squadre a tempi
| Pos. | Squadra            | Tempo      |
| ---- | ------------------ | ---------- |
| 1    | Lampre-Polti       | 294h50'53" |
| 2    | Carrera-Tassoni    | a 2'24"    |
| 3    | Ceramiche Ariostea | a 6'47"    |
| 4    | Mecair-Ballan      | a 9'59"    |
| 5    | Mercatone Uno      | a 22'56"   |

### Classifica squadre a punti
| Pos. | Squadra                 | Punti |
| ---- | ----------------------- | ----- |
| 1    | Ceramiche Ariostea      | 531   |
| 2    | Mercatone Uno-Medeghini | 460   |
| 3    | Lampre-Polti            | 444   |
| 4    | Carrera-Tassoni         | 417   |
| 5    | Mecair-Ballan           | 383   |